# Gobiusculus flavescens
Genre
Espèce
Statut de conservation UICN

 LC  : Préoccupation mineure
Pomatoschistus flavescens (Anciennement Gobiusculus flavescens), le Gobie nageur, est une espèce de poissons marins de la famille des Gobiidae. Il est semi-pélagique, contrairement à la plupart des gobies qui préfèrent rester près du fond, d'où son nom de Gobie nageur.

## Répartition
Cette espèce est présente en Atlantique Nord-Est, à proximité des côtes de la Norvège, du Royaume-Uni de la France, de l'Espagne, du Portugal ainsi que des côtes d'une grande partie de la mer Baltique. Au printemps et en été, elle peut être présente en grande abondance très près des côtes où elle se reproduit dans les habitats propices (forêts de laminaires).

## Description
Pomatoschistus flavescens mesure à maturité entre 40mm et 60 mm en moyenne, en fonction des populations. Le mâle et la femelle sont généralement de taille similaire, mais les mâles peuvent être un peu plus grands. Le corps est roux ou brun verdâtre et présente des réticulations sombres. Une tache noire orne le milieu de son pédoncule caudal et, chez les mâles, une petite tache noire sous les nageoires pectorales. En période de reproduction, la femelle porte une coloration orange distinctive sur l'abdomen, souvent gonflé d'oeufs. Le mâle développe une nageoire dorsale de coloration rouge violacée et une nagoire anale alongée et sombre, ainsi que de petits points bleus lumineux le long de la ligne latérale.

## Reproduction
Pomatoschistus flavescens est une espèce annuelle, qui peut produire plusieurs portées consécutives mais ne se reproduit qu'une saison. Après une parade nuptiale, le mâle dirige la femelle vers son nid (repli de laminaire ou coquille de bivalve par exemple) où, après inspection, la femelle peut choisir de déposer ses oeufs qu'elle attache sur la paroi. Le mâle fertilise les oeufs et assure les soins parentaux seul. Les soins parentaux consistent en l'oxygénation du nid par circulation d'eau, la protection contre les prédateurs et le nettoyage des oeufs, jusqu'à léclosion.